# Seldensate
Seldensate is een ca 10 hectare groot landgoed ten zuidwesten van het dorp Middelrode in de gemeente Sint-Michielsgestel, Noord-Brabant. De gemeente is sinds 1971 eigenaar. Op het landgoed stond vroeger een hoeve, een poortgebouw met duiventoren, een bierbrouwerij en een speelhuis genaamd Seldensate. Alleen het poortgebouw met oprijlaan, de duiventoren en een gedeelte van de brouwerij bestaan nog. De hoeve is verdwenen en van het kasteeltje rest een ruïne omgeven door een gracht. Het naam Seldensate is afkomstig van de oude begrip seldene zathe. Dit laat zich ongeveer vertalen als 'bijzonder landgoed' of 'bijzondere buitenplaats'. Sinds 2002 is het landgoed een rijksmonument. Park en ruïne zijn voor wandelaars vrij toegankelijk.

## Geschiedenis
Seldensate is waarschijnlijk ontstaan in de 14e eeuw. Aanzet was de oprichting van de Gewatse hoeve rond het jaar 1300, nabij een doorwaadbare plaats genaamd 't Gewad' in de rivier de Aa in Middelrode. Het speelhuis werd rond 1440 gebouwd als uitbreiding van de Gewatse Hoeve. In de loop der tijd groeide dit speelhuis uit tot een omgracht kasteeltje, met daarbij een duifhuis, kapel en brouwerij.
Het kasteeltje was een buitenverblijf van bemiddelde stadsbewoners uit het nabijgelegen 's-Hertogenbosch die in de zomermaanden liever buiten woonden. Nadat een groot deel van de katholieke welgestelden na de Tachtigjarige Oorlog de Meijerij verliet raakte het landgoed in verval. Na zestig jaar leegstand kwam Seldensate rond 1830 in bezit van de Bossche lakmoesfabrikant Jan Cornelus Bosch. Na zijn overlijden liet zijn zoon Valerius het gebouw in 1890 afbreken. De gracht werd grotendeels gedempt. De entree bleef gehandhaafd. 
Op de oude fundamenten herrees een wit herenhuis met een stompe toren en witte zandlopers op groene luiken. Het was voorzien van een eigen waterleiding, centrale verwarming, elektrische verlichting, tennisbaan en een ijskelder, die onder een hoge zandheuvel lag. Na het overlijden van Valerius Bosch erfde zijn dochter Constantia rond 1909 het landgoed. Vanwege echtscheiding werd haar gewezen echtgenoot, jonkheer Christiaan Laman Trip, vruchtgebruiker. Door gebrek aan financiële middelen kon hij het kasteel niet meer bewonen. Het landhuis was vanaf 1920 niet meer bewoond en raakte in de jaren daarna snel in verval. In 1931 was ook het poortgebouw onbewoonbaar geworden. Verzakkingen en rottende fundamenten door achterstallig onderhoud waren na 1935 aan de orde. In die tijd werd de rivier de Aa gekanaliseerd waardoor de grondwaterhuishouding verstoord raakte. De Tweede Wereldoorlog zorgde voor verdere schade. 
In 1973 kocht de gemeente Berlicum het 10 hectare grote landgoed aan voor fl. 287.000,-. Het landhuis was in 1961 gesloopt, maar de duiventoren en het poortgebouw werden tussen 1976 en 1980 gerestaureerd. Ook werd de gracht rondom het voormalige speelhuis opnieuw uitgegraven en het omliggende park begaanbaar gemaakt. Het poortgebouw is in gebruik als werk- en vergaderruimte van de Vereniging van Bijenhouders St. Ambrosius. In 2015 zijn de nog aanwezige fundamenten van het kasteeltje gerestaureerd.

## Afbeeldingen

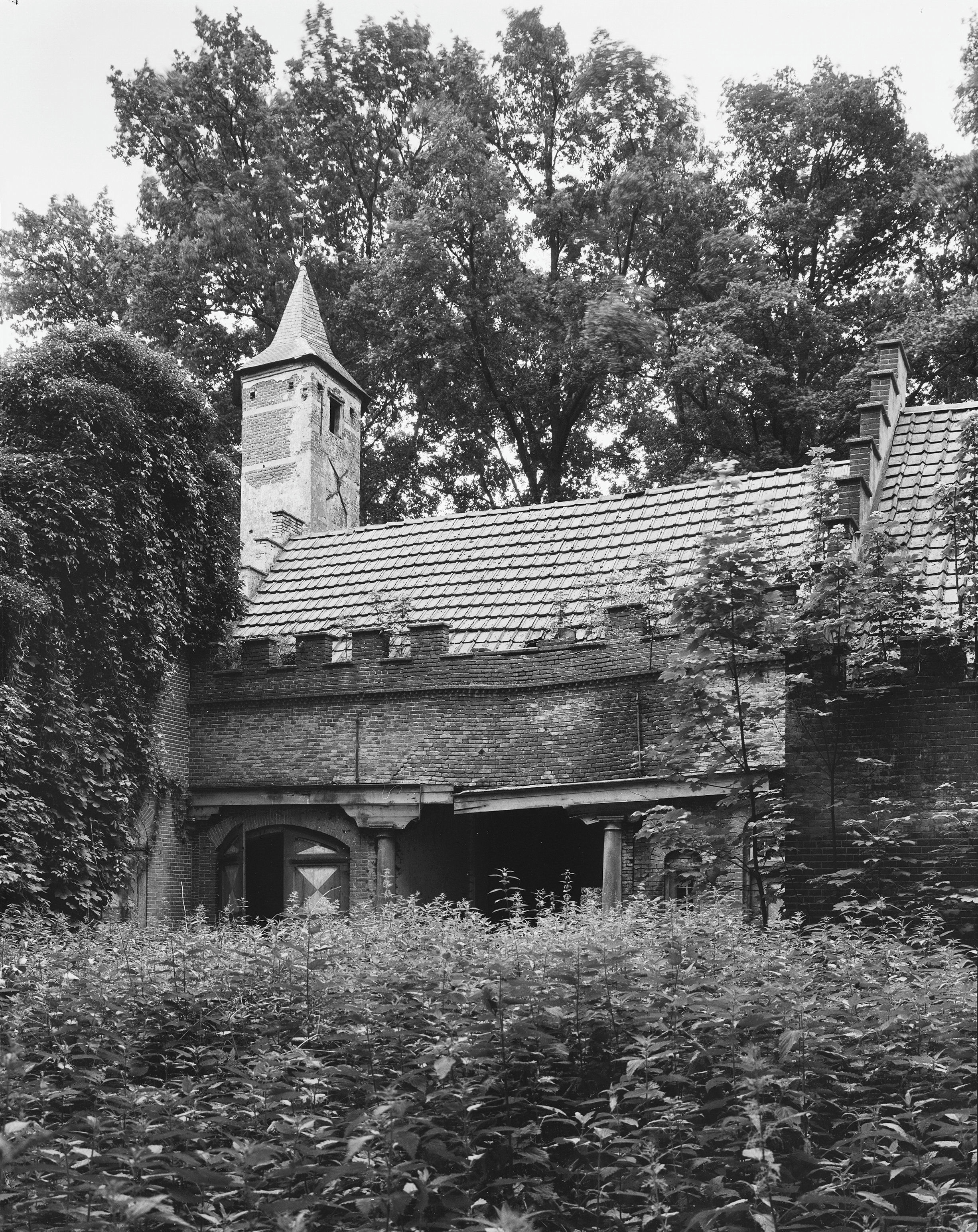
Vervallen poortgebouw in 1966
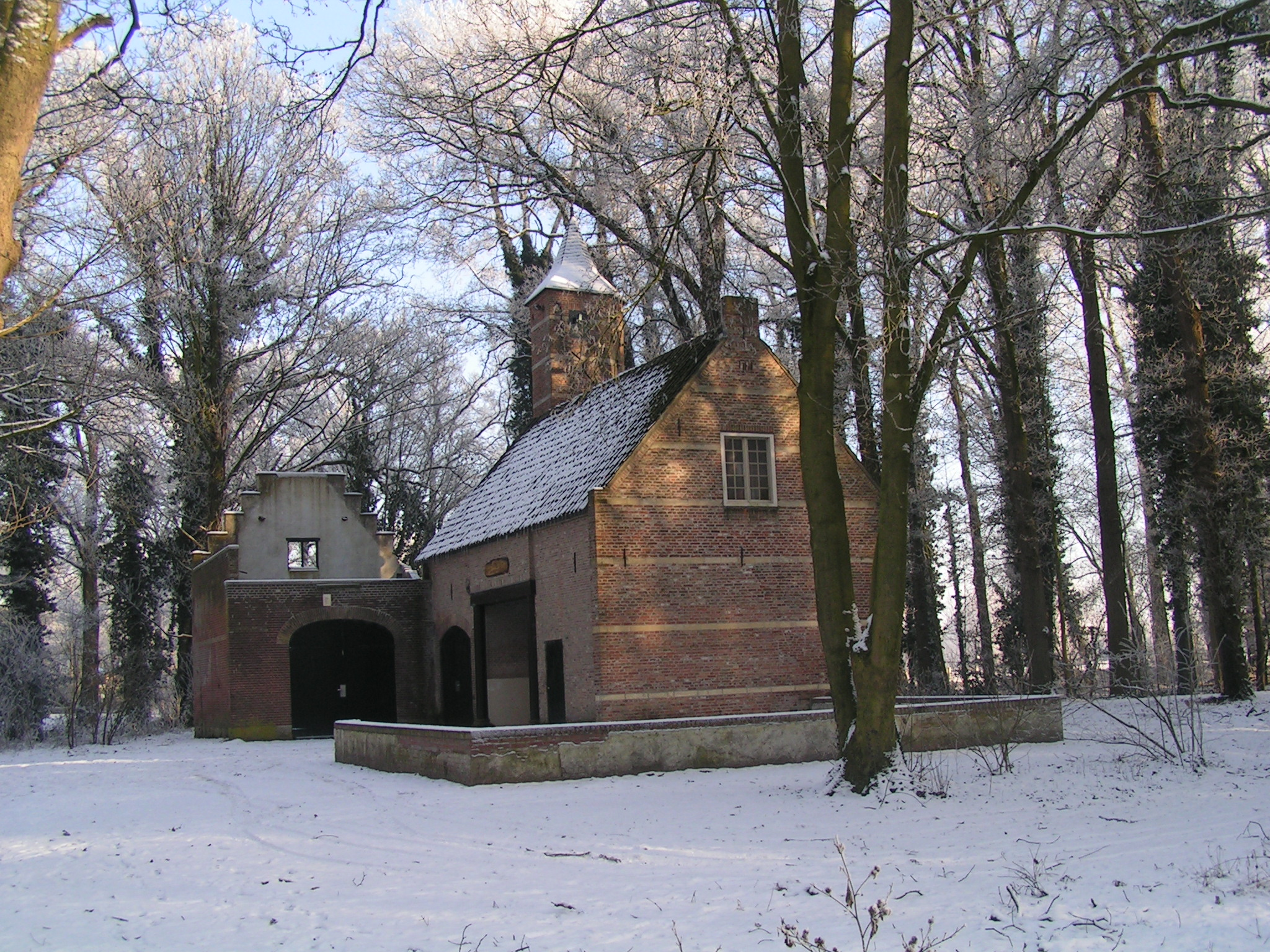
Achterzijde poortgebouw in 2009
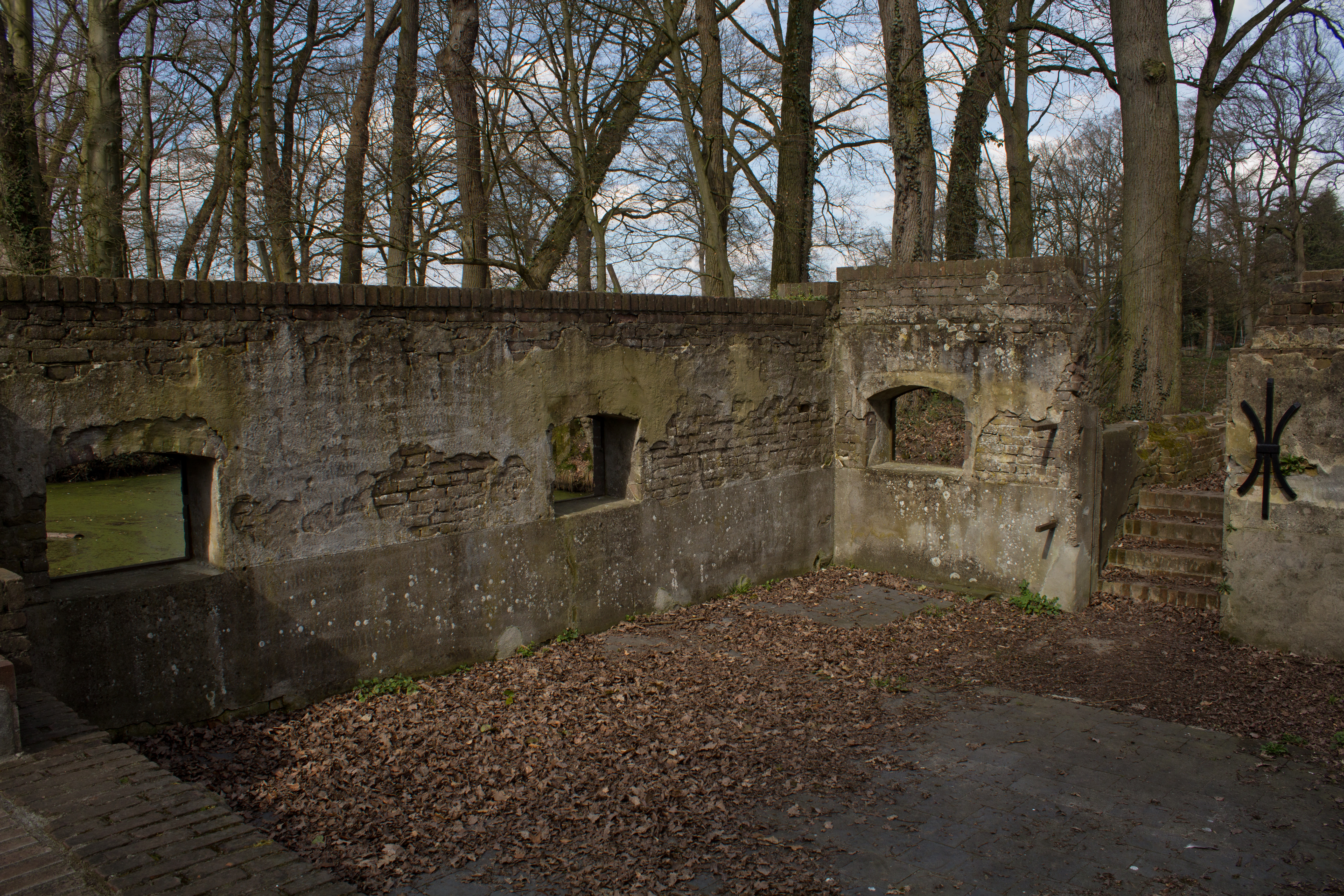
Restanten van het landhuis
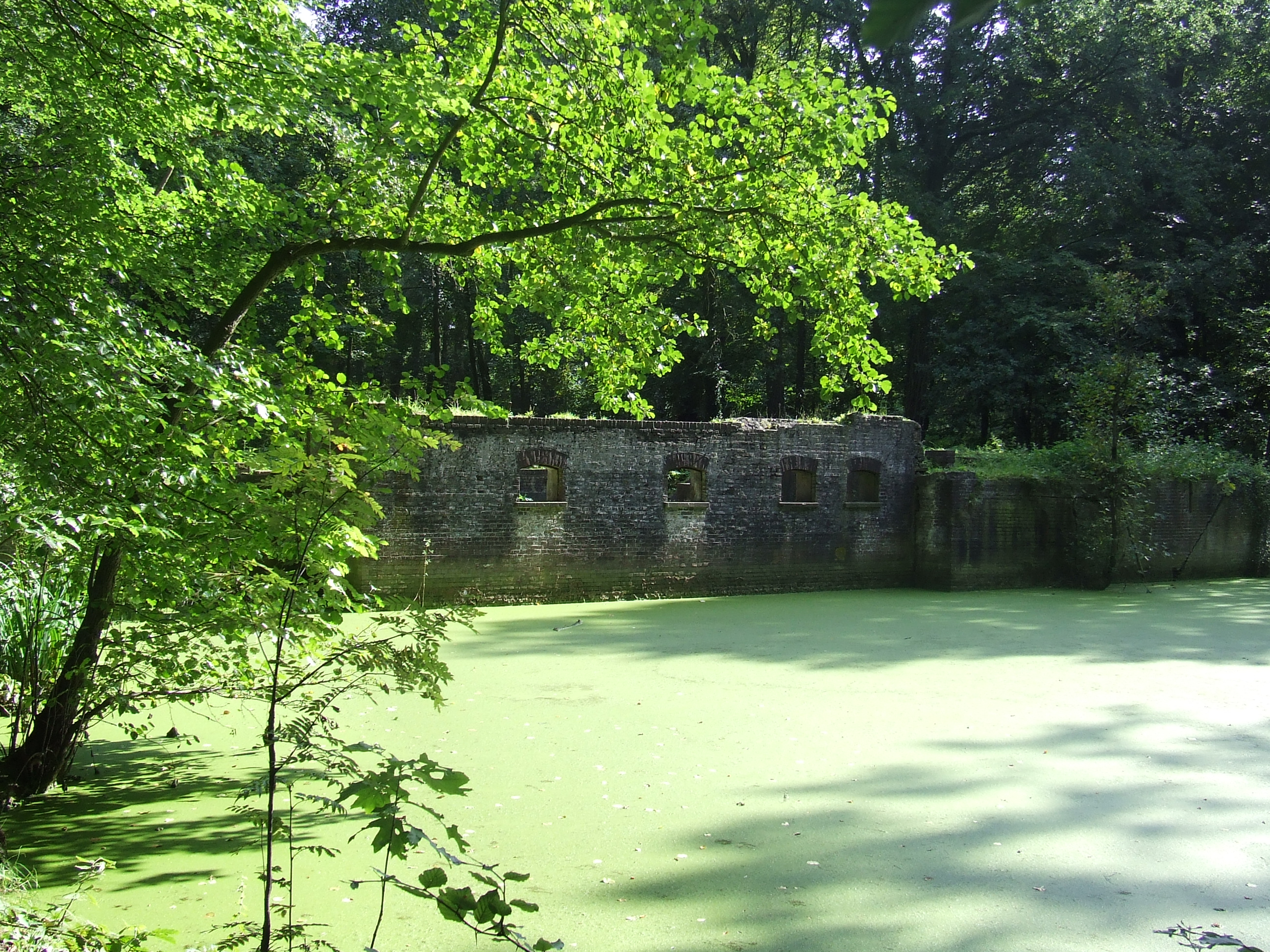
Ruïne met gracht
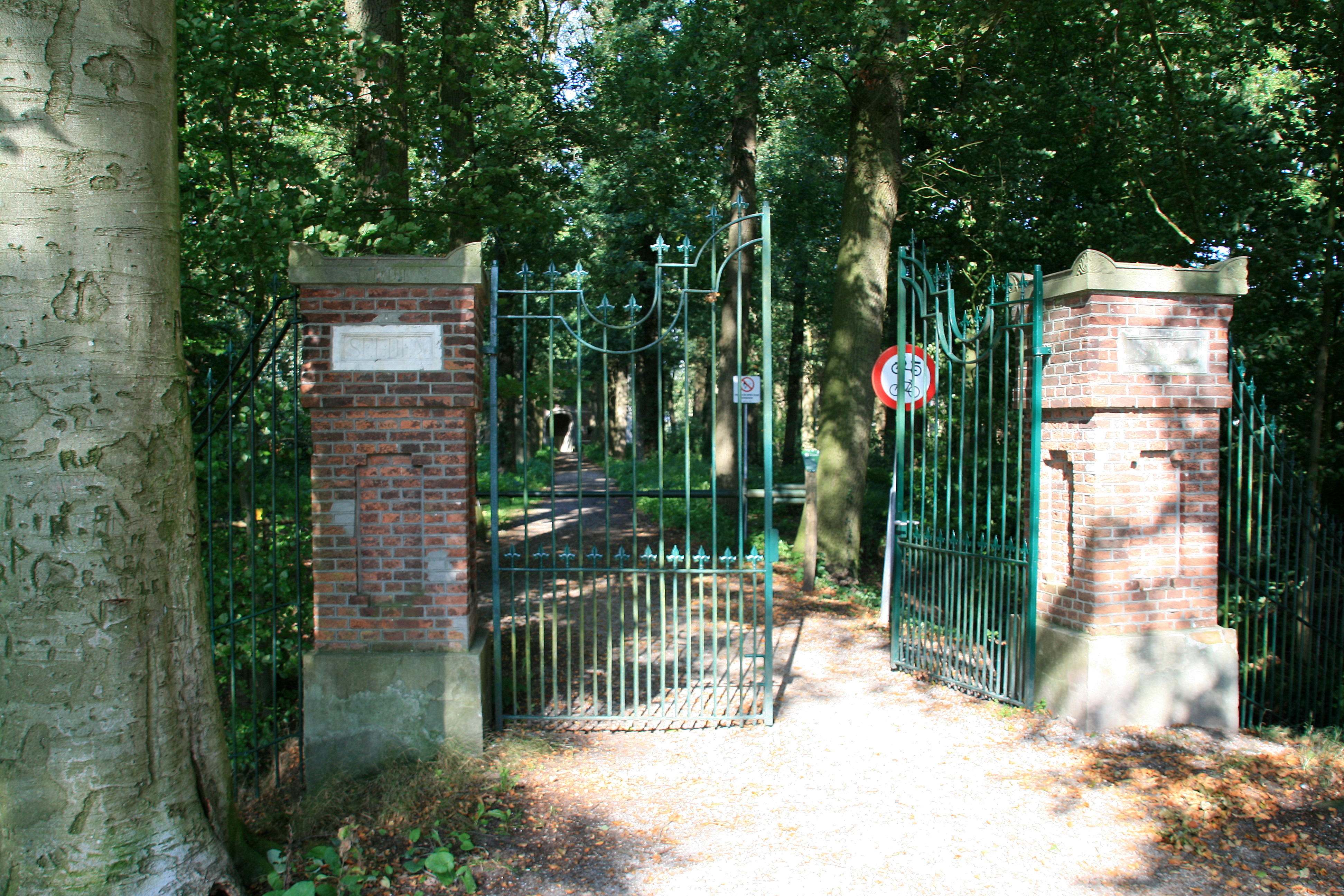
Inrijhek

## Bewoners
In 1304 werd Geerlinck van den Bossche genoemd als eigenaar van een hoeve alhier: una hova domini Gerlach versus pontem Middelroy. Deze ridder, die ook Kasteel Nemerlaer bewoonde, had een deel van het bos bij Middelrode gekregen van de Hertog van Brabant, als beloning voor bewezen diensten. Deze hoeve was de voorloper van Seldensate, dat omstreeks 1420 werd gebouwd en bewoond door de familie Rycouts, die het in 1444 verkocht aan Goosen Toelinc. In 1468 erfde Willem Toelinc het huis en een hoeve. In 1481 kwam een deel aan diens schoonbroer, Jan Jansz. Keykamp. Hij was mogelijk de oprichter van de duiventoren. In 1507 stierf diens vrouw, Mechteld Toelyncx. Omstreeks 1596 werd Seldensate bewoond door Joachim en Clara van Lier. Hierna werd het verhuurd aan de drossaard van Heeswijk, Barthold de Fleru en zijn vrouw, Margaretha van Delft. Niet lang daarna, in 1601 en 1602 werd het kasteel gebruikt als vluchtplaats voor de bevolking van de omliggende dorpen, toen de troepen van Prins Maurits het gebied onveilig maakten.
In 1607 werd het als eene omwaterde huysinghe met eene optrekkende brugghe, neerhoff, nyeuwe poorte, bouhuys, brouwhuys mette brouketel, brouwgetouwe ende gereetschap vandien, peertstal, duyfhuysken, met alle henne gronden, hoeve en plantagie mette reijgerije, daerop ende omtrent staende, ittem een hoeve lants daeraen ende bij gelegen, samen oock mette gerechtichheyt van seeckere beneficium castrael op ter voirs, omwaterden huyse gefundeert te koop aangeboden en in 1608 gekocht door een aantal kooplieden, die het doorverkochten aan Graaf Adolf van den Bergh. In 1616 kwam het kasteel in bezit van de Graaf van Oost-Friesland die ook Kasteel Heeswijk bezat. Pandheer werd Joost van Hedickhuysen, die drossaard was van Cranendonck, Eindhoven, Heeswijk-Dinther en Berlicum. In 1629 kwamen de troepen van Frederik Hendrik om 's-Hertogenbosch te belegeren. Opnieuw moesten de bewoners in het kasteel hun toevlucht zoeken. In 1631 verkocht te toenmalige eigenaar, Johan t'Serclaes van Tilly die tevens heer van Heeswijk-Dinther was, het slot aan Joost, die de nieuwe heer werd. In 1633 kocht hij ook de heerlijkheid Eckart. Het drostambt werd hem in 1648 ontnomen door de Staatsen, hij stierf in 1653. Zijn dochter, Geertruid van Hedickhuysen, gehuwd met Hendrik van Gestel en erfdochter van Seldensate bleef na de dood van haar man in 1673, op het kasteeltje wonen. Ze stierf in 1689, maar vóór die tijd was het al in beslag genomen en doorverkocht aan Quirinus van Zonst.
Quirinus stierf in 1688 en het huis werd toen omschreven als een schoon plaisant adellijk huys rontomme in syn grachten, met eene optreckende brughe, etc. Het werd in 1696 gekocht door Hendrik Musch, die Heer van Milheeze was. Hij was nog een van de weinige katholieke edelen in deze streek. In 1717 erfde zijn zoon Mathias het huis. Deze liet het na aan de kinderen Van Pincxteren, welke het kort na 1765 verkochten aan Daniel Mobachius Quaat en Galerus Hopman. Deze verhuurden het kasteeltje aan hoge militairen.
In 1807 werd het landhuis verkocht aan Francis van de Westelaken uit Den Dungen. Francis van de Westelaken was een rijke landeigenaar uit Den Dungen. Van de Westelaken woonde zelf niet op het landgoed, maar in een van zijn boerderijen onder Den Dungen. Bij scheiding van zijn nalatenschap in 1822, omvatte het 'oud Adelijk huis Zeldenzat' naast 'eene Heerenhuizinge' ook een brouwerij. In 1827 kwam het in handen van Willem Bosch. Dit was een Bossche fabrikant van lakmoes en loodwit. In 1833 kwam diens zoon Johannes Cornelis Bosch er wonen maar het was diens zoon, Valerius Bosch, die in 1890 en daarna het geheel verbouwde tot een onherkenbaar geheel dat door tijdgenoten als een smakeloos bepleisterd bouwsel werd omschreven. Na Valerius' dood in 1911 kwam zijn dochter Constantia met haar man Christiaan Laman Trip er in 1912 wonen, maar het echtpaar ging uit elkaar. Constantia bleef eigenares en Christiaan kreeg het vruchtgebruik. Sedert 1928 werd het kasteeltje niet meer bewoond en raakte in verval. Tijdens de Tweede Wereldoorlog huisden eerst Duitse, en later geallieerde militairen in het gebouw. Het werd in 1961 gesloopt.